# Yarmouth (Maine)
Yarmouth è un centro abitato (town) degli Stati Uniti d'America, situato nella Contea di Cumberland nello Stato del Maine. Nel censimento del 2010 la popolazione era di 8 349 abitanti.

## Geografia fisica
Secondo i rilevamenti dell'United States Census Bureau, la località di Yarmouth si estende su una superficie di 241,5 km².